# Давыдково (Лаптихинское сельское поселение)
Давыдково — деревня в Бежецком районе Тверской области. Входит в состав Лаптихинского сельского поселения.

## География
Находится в восточной части Тверской области на расстоянии приблизительно 14 км по прямой на юго-запад от районного центра города Бежецк.

## История
Деревня была отмечена (как Давыткова) еще на карте 1825 года. В 1859 году здесь (деревня Бежецкого уезда Тверской губернии) было учтено 24 двора, в 1978 — 10.

## Население
Численность населения: 139 человек (1859 год), 10 (русские 70 %, лакцы 30 %) в 2002 году, 9 в 2010.